# Jóhannes Haukur Jóhannesson
Jóhannes Haukur Jóhannesson est un acteur islandais né le 26 février 1980 à Hafnarfjörður.

## Filmographie

### Cinéma
- 2004 : Legal Criminals
- 2008 : Reykjavik-Rotterdam : Eirikur
- 2009 : The Place : Njáll
- 2009 : Bjarnfreðarson : Guffi
- 2011 : Come to Harm : le deuxième homme
- 2012 : Black's Game : Tóti
- 2013 : Þetta Reddast
- 2014 : Noé : Caïn
- 2014 : Algjör Sveppi og Gói bjargar málunum : le président
- 2015 : Bakk : Ingvi
- 2016 : L'Effet aquatique : Ólafur, l’amant d'un soir
- 2016 : Pilgrim : Emryk
- 2017 : Atomic Blonde : Yuri Bakhtin
- 2017 : Les Fantômes du passé : Freyr
- 2018 : Alpha : Tau
- 2018 : Les Frères Sisters : le trappeur en chef
- 2019 : Bernadette a disparu : Capitaine J. Rouverol
- 2019 : L'Art du mensonge : Vlad
- 2020 : Bloodshot : Nick Baris
- 2020 : Eurovision Song Contest: The Story of Fire Saga : Johans
- 2021 : Infinite : Kovic
- 2021 : Zone 414 : M. Russell
- 2026 : Masters of the Universe de Travis Knight

### Télévision
- 2008 : Svartir englar : Steinar Ísfeld (3 épisodes)
- 2009-2010 : Réttur : Magnus (8 épisodes)
- 2011 : Pressa : Högni (5 épisodes)
- 2013 : LazyTown : Chef Pablo Fantastico (1 épisode)
- 2013 : Ferðalok : Egill Skallagrimsson (2 épisodes)
- 2015 : A.D. The Bible Continues : Thomas (9 épisodes)
- 2016 : Game of Thrones : Lem Lemoncloak (2 épisodes)
- 2017 : The Last Kingdom : Sverri (2 épisodes)
- 2017 : Stella Blómkvist : Sverrir (5 épisodes)
- 2018 : The Innocents : Steinar (8 épisodes)
- 2018 : Origin : Eric Carlson (6 épisodes)
- 2019 : Beforeigners : Kalv (3 épisodes)
- 2020 : L'Écuyer du roi : Bors (1 épisode)
- 2020 : Cursed : La Rebelle : Cumber le roi de glace (3 épisodes)
- 2021 : Vikings: Valhalla : Olaf « le Saint »
- 2023 : The Witcher : Crach an Craite
- 2024 : Those About to Die de Roland Emmerich et Marco Kreuzpaintner : Viggo